# Domínio de Tsuyama
Domínio de Tsuyama (西尾藩, Tsuyama-han) foi um Han do Período Edo da História do Japão , localizado na antiga Província de Mimasaka, na região nordeste da atual província de Okayama. O Domínio era dirigido a partir do Castelo Tsuyama .

## História
Em 1600, o território que se tornaria o Domínio de Tsuyama era formado em parte pelo território governado a partir de Okayama por Kobayakawa Hideaki . No entanto, como Hideaki morreu sem herdeiros em 1602 e o domínio foi confiscado pelo shogunato .
Em 1603, Mori Tadamasa, o irmão mais novo de Mori Ranmaru, um dos filhos de criação de Oda Nobunaga, foi transferido para Tsuyama do Domínio de Kawanakajima passando a dispor de terras no valor de 186.500 koku. Até este momento, o domínio era chamado de Tsuruyama; foi com a chegada de Tadamasa que o domínio  ficou conhecido como Tsuyama. Tadamasa foi o responsável pela construção do castelo da cidade e pelo desenvolvimento da política do domínio.
Em 1697, o clã Mori foi transferido de Tsuyama, e no ano seguinte,  foi concedido o domínio de Tsuyama a Matsudaira Nobutomi , bisneto de Yūki Hideyasu. A partir desta data o clã Matsudaira permaneceu em Tsuyama até 1871.
Um dos últimos Daimiô de Tsuyama, Matsudaira Naritami , alcançou notoriedade nacional, era filho de Tokugawa Ienari , e muito ativo nos assuntos do Clã Tokugawa depois de 1868. Naritami também era conhecido como Matsudaira Kakudō 
Em 1871, o Domínio de Tsuyama se tornou Província de Tsuyama, antes de se tornar Província de Hōjō e, em seguida, província de  Okayama; como é conhecida nos dias de hoje.

## Lista de Daimiôs
O Daimiô hereditária era o líder do clã e o chefe do domínio.
- clã Mori, 1603-1697 (tozama 186,500 koku) [3]

|   | Nome                    | Posse     |
| - | ----------------------- | --------- |
| 1 | Mori Tadamasa (森忠政)  | 1603-1634 |
| 2 | Mori Nagatsugu (森長継) | 1634-1674 |
| 3 | Mori Nagatake (森長武)  | 1674-1686 |
| 4 | Mori Naganari (森長成)  | 1686-1697 |
| 5 | Mori Atsutoshi (森衆利) | 1697      |

- Clã Matsudaira 1698-1868 (Shinpan; 100,000 -> 50,000 -> 100,000 koku) [4]

|   | Nome                            | Posse     |
| - | ------------------------------- | --------- |
| 1 | Matsudaira Nobutomi (松平宣富)  | 1698-1721 |
| 2 | Matsudaira Asagorō (松平浅五郎) | 1721-1726 |
| 3 | Matsudaira Nagahiro (松平長熙)  | 1726-1735 |
| 4 | Matsudaira Nagataka (松平長孝)  | 1735-1762 |
| 5 | Matsudaira Yasuchika (松平康哉) | 1762-1794 |
| 6 | Matsudaira Yasuharu (松平康乂)  | 1794-1805 |
| 7 | Matsudaira Naritaka (松平斉孝)  | 1805-1831 |
| 8 | Matsudaira Naritami (松平斉民)  | 1831-1855 |
| 9 | Matsudaira Yoshitomi (松平慶倫) | 1855-1871 |